# Pasquale Di Nuzzo
Pasquale Di Nuzzo (Santa Maria a Vico, 29 de mayo de 1992), también conocido como Lino Di Nuzzo, es un actor, cantante y bailarín italiano, conocido por su interpretación de Benicio en la telenovela argentina Soy Luna (2017-2018) de Disney Channel y Oliver Rossi en la serie argentina Cielo grande (2022) de Netlifx.

## Primeros años
Di Nuzzo nació el 29 de mayo de 1992 en Santa Maria a Vico, en la Provincia de Caserta. Antes de convertirse en actor, Di Nuzzo solía trabajar como profesor de danza de múltiples estilos.

## Carrera
De 2012 a 2013, debutó en televisión participando como concursante de baile en el reality show italiano Amici di Maria De Filippi, estando en el equipo dirigido por Emma Marrone.
En el 2016 se mudó a Argentina contratado por Disney Channel Latinoamérica para participar en la película Tini: El gran cambio de Violetta. 
En 2017, reapareció en la segunda temporada de Soy Luna interpretando a Benicio, archienemigo de Simón y nuevo cómplice de Ámbar. Más tarde retomó el papel en la tercera temporada como regular de la serie y participó en la gira de despedida Soy Luna en Vivo.

## Vida personal
Comenzó a salir con la coprotagonista de Soy Luna, Giovanna Reynaud, en 2018. El 20 de junio de 2020, anunciaron su compromiso. Se casaron en La Cima del Copal en Jalisco, México el 29 de agosto de 2020.

## Filmografía
| Año       | Título                           | Papel                  | Notas                                                                                |
| --------- | -------------------------------- | ---------------------- | ------------------------------------------------------------------------------------ |
| 2011      | La familia total                 | Padre                  | Cortometraje; doble                                                                  |
| 2012–2013 | Amici di Maria De Filippi        | Él mismo - Concursante | 5.º Posición                                                                         |
| 2016      | Joven para siempre               | TBA                    |                                                                                      |
| 2016      | Tini: El gran cambio de Violetta | Stefano Mario          | Papel secundario                                                                     |
| 2017–2018 | Soy Luna                         | Benicio                | Antagonista (temporada 2), 12 episodios Elenco principal (temporada 3), 54 episodios |
| 2020      | Don Matteo                       | Jordi Ferrazzoli       | Elenco principal (temporada 12)                                                      |
| 2021      | Soy Luna: El último concierto    | Él mismo/Benicio       | Película documental                                                                  |
| 2021      | 40 y 20                          | Andrea Bolio           | 1 episodio                                                                           |
| 2021      | Los enviados                     | Angelo Graviano        | 2 episodios                                                                          |
| 2022      | Cielo grande                     | Oliver Rossi           | Elenco principal (temporada 2)                                                       |
| 2024      | Marea de pasiones                | Giancarlo              | 1 episodio                                                                           |

## Tours
- Soy Luna: En vivo (2018)